# Lacipa neavei
Lacipa neavei är en fjärilsart som beskrevs av Collenette 1952. Lacipa neavei ingår i släktet Lacipa och familjen tofsspinnare. Inga underarter finns listade i Catalogue of Life.